# Glypta areolata
Glypta areolata là một loài tò vò trong họ Ichneumonidae.